# مسك الليل (فلم)
مسك الليل هو فيلم تلفزي مغربي من إخراج إدريس الروخ سنة 2014، وبطولة كل من عبد الله فركوس، دنيا بوتازوت، بشرى أهريش، فضيلة بنموسى، عدنان موحجة، سعيد باي، وآخرون.

## القصة
يحكي الفيلم قصة رب أسرة محترم وملتزم، يخرج ليلا لشراء الحليب لابنه الرضيع، لكن سرعان ما يجد نفسه سكرانا في شوارع مدينة مراكش حيث يعيش مغامرات ليلية لم يتوقعها.

## روابط خارجية
- فيلم مسك الليل مع قاعدة بيانات الأفلام العربية